# Johan Museeuw
Johan Museeuw [mysew], né le 13 octobre 1965 à Varsenare, est un ancien coureur cycliste belge.
Surnommé « le Lion des Flandres », ce spécialiste des classiques du nord a remporté le Tour des Flandres et Paris-Roubaix à trois reprises et été champion du monde de cyclisme en 1996. Son imposant palmarès lui vaut d'être considéré comme l'un des meilleurs coureurs des années 1990.
Il a été rattrapé par une affaire de dopage après avoir pris sa retraite en 2004 et suspendu deux ans par sa fédération.

## Biographie

### Débuts chez AD Renting (1988-1989)
Johan Museeuw devient professionnel en 1988 dans l'équipe AD Renting. Durant cette première année, il s'emploie avant tout à aider le leader Eddy Planckaert, qui remporte le Tour des Flandres et le maillot vert du Tour de France. Il remporte une première victoire (le GP Briek Schotte) et obtient quelques places d'honneur sur Paris-Bruxelles (7e), ou le Grand Prix d'Isbergues (2e).
Toujours dans la même équipe l'année suivante, il participe à la victoire de Greg LeMond au Tour de France.Il remporte la 5e étape du Tour de Belgique, sur lequel il termine 3e au classement final. Il prend la même place sur Paris-Tours, À travers les Flandres et le Grand Prix Eddy Merckx.

### Révélation chez Lotto (1990-1992)
L'équipe AD Renting étant dissoute, Museeuw signe en 1990 pour l'équipe Lotto. Il use alors de ses talents de sprinter pour remporter onze victoires dans l'année, dont 2 étapes du Tour de France lors d'arrivées prestigieuses : au Mont Saint Michel (4e étape) et à Paris sur les Champs-Élysées (21e étape). Il échoue néanmoins derrière Olaf Ludwig dans la conquête du maillot vert (256 points contre 221). Durant la saison il s'impose comme futur spécialiste des classiques, en terminant 2e des 3 jours de la Panne, 2e de Gand-Wevelgem (rare classique qu'il ne remportera pas dans sa carrière), 12e de Paris-Roubaix, 9e de l'Amstel Gold Race, 3e du GP de l'Escaut, 14e du Het Volk, 9e de Milan San Remo, 6e de Paris-Bruxelles. Il termine la saison à la 12e place du classement FICP (ancêtre du classement UCI), 1er Belge du classement.
En 1991, pour sa deuxième année chez Lotto, il s'impose au Championnat de Zurich, ce qui constitue sa 1re victoire en Coupe du Monde. Il prend également la 2e place du Tour des Flandres, et la troisième de Paris-Bruxelles. Lors du Tour de France, il ne connaît pas la même réussite qu'en 1990 : en compétition avec Djamolidine Abdoujaparov pour le classement du maillot vert, et après deux 2e places, il abandonne lors de la 15e étape, sur fond de polémique avec les commissaires de course. Il termine la saison 1991 à la 5e place du classement FICP.
En 1992, il remporte le Grand Prix E3, devient champion de Belgique et termine 2e de l'Amstel Gold Race, 3e de Milan-San Remo et de Kuurne Bruxelles Kuurne et 7e de Paris-Roubaix. Son succès lors du championnat de Belgique est entaché d'une polémique autour du sprint final, son dauphin Johan Capiot affirmant l'avoir laissé gagner. Au Tour de France, comme lors des deux éditions précédentes, Museeuw s'essaye à la conquête du maillot vert mais échoue encore à la 2e place, derrière Laurent Jalabert (devancé de 31 points). Le Belge se montre plus rapide lors de la plupart des sprints les opposant, mais la régularité du Français lors des étapes de moyenne montagne le condamnera arithmétiquement. Figurant parmi les favoris des Championnats du Monde de San Sebastian, il glisse à l'entraînement sur une plaque de goudron fondue et ne peut participer à l'épreuve. Il termine la saison 1992 à la 7e place du classement FICP et 8e de la Coupe du Monde.

### Premier Tour des Flandres chez GB-MG (1993-1994)

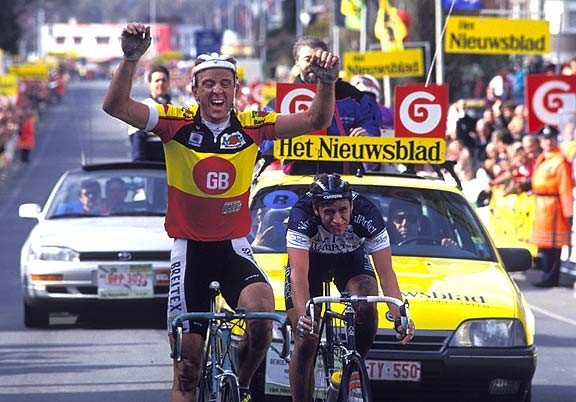
Johan Museeuw gagne son premier Tour des Flandres en 1993

À partir de 1993, Johan Museeuw court sous la direction de Patrick Lefevere, alors manager de l'équipe italienne GB-MG. Le coureur belge commence alors à se consacrer davantage aux classiques qu'aux sprints. Ce choix est vite couronné de succès, comme en témoignent ses victoires sur le Tour des Flandres en début de saison, puis sur Paris-Tours en fin de saison. Entre-temps il porte le maillot jaune du Tour de France durant 2 jours, après la 3e place lors de la 7e étape à Châlons sur Marne. Il cède le maillot jaune au futur vainqueur Miguel Indurain lors du CLM individuel autour du Lac de Madine. Il remporte également avec ses équipiers le CLM par équipe lors de la 4e étape. Comme en 1990 et 1992, il échoue encore à la 2e place du classement du maillot vert, dominé par Djamolidine Abdoujaparov. Lors des classiques, il s'illustre également lors de Paris-Roubaix, qu'il termine à la 4e place en jouant le jeu d'équipier pour Franco Ballerini (battu au sprint par Gilbert Duclos-Lassalle), puis à Liège-Bastogne-Liège qu'il termine à la 12e place. Aux championnats du monde d'Oslo, il remporte la 4e place. Sa plus grande régularité lui permet d'obtenir la 2e place de la Coupe du Monde, derrière l'Italien Maurizio Fondriest et la 6e place du classement UCI.

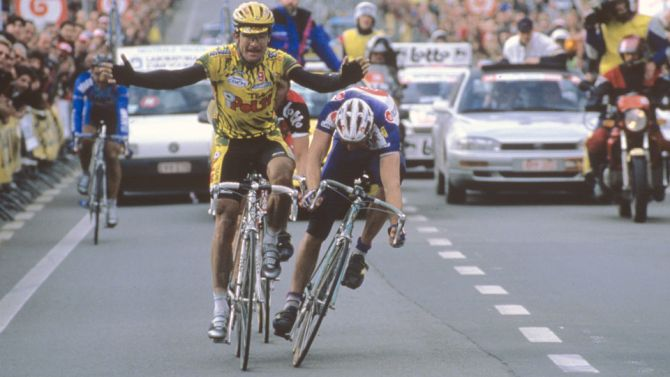
Johan Museeuw manque le doublé pour 7 mm, devancé en 1994 par Gianni Bugno

En 1994, Museeuw réalise de nouveau une excellente saison marquée par un succès dans l'Amstel Gold Race, Kuurne-Bruxelles-Kuurne et 3 jours en jaune lors du Tour de France, mais également par quelques déceptions. Lors du Tour des Flandres, la Ronde, au terme d'un sprint serré avec Gianni Bugno, il est devancé de seulement 7 mm, s'étant mal positionné à 300 mètres de l'arrivée. Une semaine plus tard, lors de Paris-Roubaix dont il est le grand favori, il part à la chasse d'Andrei Tchmil, préalablement échappé, revient à 6 secondes du Russe à 25 km de l'arrivée, puis craque complètement après un changement de vélo dans le secteur du Carrefour de l'Arbre. Il termine la course à la 13e place, accusant son vélo Bianchi à double suspension, défaillant, de l'avoir trahi au plus mauvais moment. Lors des autres épreuves de la Coupe du Monde, sa victoire lors de l'Amstel Gold Race lui permet de prendre le maillot de leader. Mais au mois d'août, il échoue à la 2e place du GP de Zurich derrière Gianluca Bortolami, pourtant moins rapide au sprint et voit l'Italien se rapprocher dangereusement au classement. Museeuw a l'occasion de conclure lors du Paris-Tours, dont il est le tenant du titre, mais hésitant sur la tactique à suivre, attaquer comme en 1993 ou attendre le sprint massif, il perd son maillot en échouant lors d'une tentative d'échappée, alors qu'un sprint massif lui aurait permis d'accumuler les derniers points dont il avait besoin. 2e de l'épreuve, Bortolami lui reprend le maillot de leader. Museeuw termine pour la deuxième fois consécutive 2e de la Coupe du Monde. Au Tour de France le Belge est plus en réussite puisqu'après un bon prologue (8e place) et un succès au CLM par équipe lors de la 3e étape, il endosse le maillot jaune. Il le perd au profit de son équipier Vanzella à Brighton, mais par le jeu des bonifications il le retrouve au Futuroscope (7e étape). Il le porte deux journées supplémentaires avant, comme en 1993, de le céder au futur vainqueur Miguel Indurain lors du CLM individuel de Bergerac (9e étape). Il termine la saison 1994 à la 6e place du classement UCI.

### L'homme de la Coupe du monde (1995-1996)

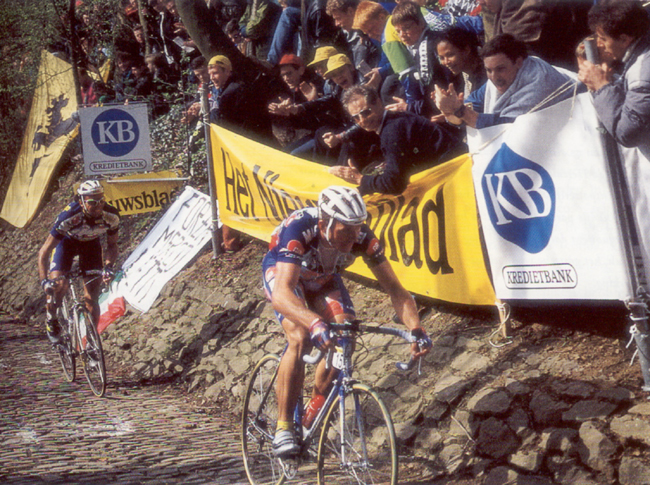
Première victoire en solitaire pour Johan Museeuw au Tour des Flandres 1995 : il lâche Fabio Baldato dans le Mur de Grammont

En 1995, Museeuw remporte dès le début de saison le Trofeo Laigueglia. Cependant, pour la première fois depuis 1991, il ne remporte aucune semi-classique pavée, terminant sixième de Het Volk et septième de Kuurne-Bruxelles-Kuurne, et prend la quatorzième place de Milan-San Remo. Sur le Tour des Flandres, malgré une crevaison à 53 km de l'arrivée, il attaque vingt kilomètres plus loin, rejoint Fabio Baldato échappé, le distance dans le mur de Grammont et remporte la course pour la deuxième fois. Cette victoire, la première en solitaire pour lui, lui offre la tête du classement de la Coupe du monde, qu'il conforte la semaine suivante en prenant la troisième place de Paris-Roubaix derrière son coéquipier Franco Ballerini et Andreï Tchmil. Au cours des deux manches suivantes de la Coupe du monde, il termine treizième de Liège-Bastogne-Liège, puis septième de l'Amstel Gold Race, toutes deux remportées par Mauro Gianetti. Museeuw perd alors la tête de la Coupe du monde au profit du Suisse, mais la retrouve à l'issue du Grand Prix de Francfort, où il prend la huitième place et Gianetti la dix-neuvième.
Dès le lendemain, Museeuw participe aux Quatre Jours de Dunkerque, où il termine troisième du contre-la-montre, remporte la 6e étape au sommet du prestigieux Mont Cassel, et profite des bonifications qui lui sont accordées pour sa deuxième place dans la 7e étape pour prendre à François Simon la victoire finale de l'épreuve. En juin, après avoir participé au Tour de Suisse, Museeuw prend la troisième place du championnat de Belgique, devancé au sprint par Wilfried Nelissen et Tom Steels. Il prend à nouveau part au Tour de France, mais avec moins de réussite que les années précédentes. Il est l'un des cinq coureurs impliqués dans la chute causant la mort de Fabio Casartelli. Il termine 73e sans avoir pesé sur la course.
En août, Museeuw profite de la blessure de Gianetti pour accroître son avance au classement de la Coupe du monde. Il termine ainsi cinquième de la septième manche, la Leeds International Classic, devançant Laurent Jalabert au sprint. Lors de la Classique de Saint-Sébastien, la semaine suivante, son coéquipier Stefano Della Santa attaque à quelques kilomètres de l'arrivée, suivi par Lance Armstrong, qui le bat au sprint. Museeuw, mécontent du comportement de Della Santa, doit se contenter d'obtenir la troisième place au sprint, à nouveau devant Jalabert. Il est toujours en tête de la Coupe du monde avec 43 points d'avance sur Jalabert et 49 sur Gianetti. Une semaine plus tard, il attaque avec Gianni Bugno dans la dernière difficulté du Grand Prix de Zurich, bat Bugno au sprint et remporte la course pour la deuxième fois. Cette victoire lui donne un avantage décisif de 88 points sur Jalabert au classement de la Coupe du monde, après neuf manches sur onze,. En grande forme, il remporte ensuite en Belgique le Grand Prix Eddy Merckx, course contre-la-montre dont il n'est pas spécialiste, la Course du Raisin et le Championnat des Flandres, mais décide de ne pas participer aux championnats du monde, dont il juge le parcours trop difficile pour lui.
Lors de Paris-Tours, avant-dernière manche de la Coupe du monde, Museeuw attaque dans la dernière côte avec Nicola Minali, Gabriele Missaglia et Maurizio Fondriest, mais est repris à 900 m de l'arrivée. Il termine 14e de la course remportée par Minali et s'assure la victoire finale au classement de la Coupe du monde pour la première fois. Il devance Andreï Tchmil, qui n'a remporté aucune manche, et Gianetti. Museeuw est ainsi le premier coureur à terminer trois fois consécutivement sur le podium de la Coupe du monde. Il permet également à son équipe de remporter le classement par équipes de la compétition, et termine la saison à la quatrième place du classement UCI. À l'issue de la saison, il prolonge son contrat avec Mapei pour trois années supplémentaires, après lesquelles il envisage de prendre sa retraite.
1996 est l'année des maillots distinctifs pour Johan Museeuw puisqu'il remporte le Championnat de Belgique, la Coupe du Monde pour la deuxième année consécutive et surtout les Championnats du Monde de Lugano. Pourtant la saison aurait pu se terminer plus sombrement pour le Belge puisque quelques jours avant son sacre en Suisse, il déclare vouloir mettre un terme à sa carrière, fatigué par une saison longue et riche en rebondissements. Comme en 1995, c'est encore dans les classiques printanières qu'il s'illustre, en terminant 8e de Milan San Remo puis 3e au Tour des Flandres (gêné par un voilage de roue lors de l'ascension du Mur de Grammont, il laisse Michele Bartoli s'échapper vers la victoire finale), 3e de l'Amstel Gold Race. Entre temps, il remporte enfin Paris-Roubaix pour la première fois, mais dans des conditions difficiles puisque échappé avec deux coéquipiers de la Mapei, Bortolami et Tafi, il ne peut ni s'échapper ni faire le sprint de façon normale. Suivant les consignes du manager Giorgio Squinzi, la victoire est laissée au plus fort des trois, Johan Museeuw, mais sans que celui-ci ne puisse prouver sa valeur. Cette polémique pour le centenaire de Paris-Roubaix fera grand bruit. Au mois de juin, Museeuw remporte son deuxième championnat de Belgique, en devançant facilement ses compagnons d'échappée au sprint. Il brille peu au Tour de France, comme en 1995, qu'il aurait souhaité abandonner pour se préparer aux classiques du mois d'août ; mais on ne lui accorde pas sa liberté. Cela pèsera au moment de sa décision de mettre un terme à sa carrière en octobre. Lors de la deuxième partie de la Coupe du Monde au mois d'août, il engrange moins de points qu'en 1995, terminant à la 3e place de la Leeds Classic et lors du sprint sur le vélodrome pour le GP de Suisse, voyant ainsi Andrea Ferrigato et Michele Bartoli se rapprocher de lui au classement. Comme en 1994, la pression sur ses épaules lui fait commettre une erreur tactique lors du final de Paris-Tours, lançant le sprint beaucoup trop tôt pour essayer d'aller chercher des points. Il n'en marque finalement aucun en terminant 20e et pense alors tout perdre lors des deux dernières épreuves. C'est dans ce contexte qu'il annonce la fin de sa carrière, à une semaine des Championnats du Monde de Lugano, qu'il aborde avec le moral au plus bas. À quatre jours de la course, un entraînement poussé avec son concurrent Laurent Jalabert le remet pourtant en selle. Il aborde la course en challenger, tant le profil semble plutôt taillé à de meilleurs grimpeurs comme Jalabert, Riis, Zulle, Virenque, Leblanc, Bartoli ou Rominger. En se laissant glisser dans un groupe d'échappées à près de 100 km de l'arrivée, il réalise pourtant un coup tactique parfait. Derrière on ne réagit pas, à cause de la longue distance les séparant de l'arrivée. Français et Italiens hésitent trop longtemps. À 40 km du terme, Museeuw porte l'estocade en s'échappant avec Mauro Gianetti. Les favoris, trop loin, ne les reverront plus. Plus rapide que le Suisse au sprint, Museeuw n'a plus qu'à le contrôler dans les montées avant de se défaire facilement de lui à l'arrivée. Cette victoire de prestige arrive le jour même de ses 31 ans. La saison se conclut par une victoire lors de la Coupe du Monde 1996. Il termine la saison à la 4e place du classement UCI et reçoit la distinction du Vélo d'Or.

### Du maillot arc-en-ciel à la fracture de la rotule (1997-1998)

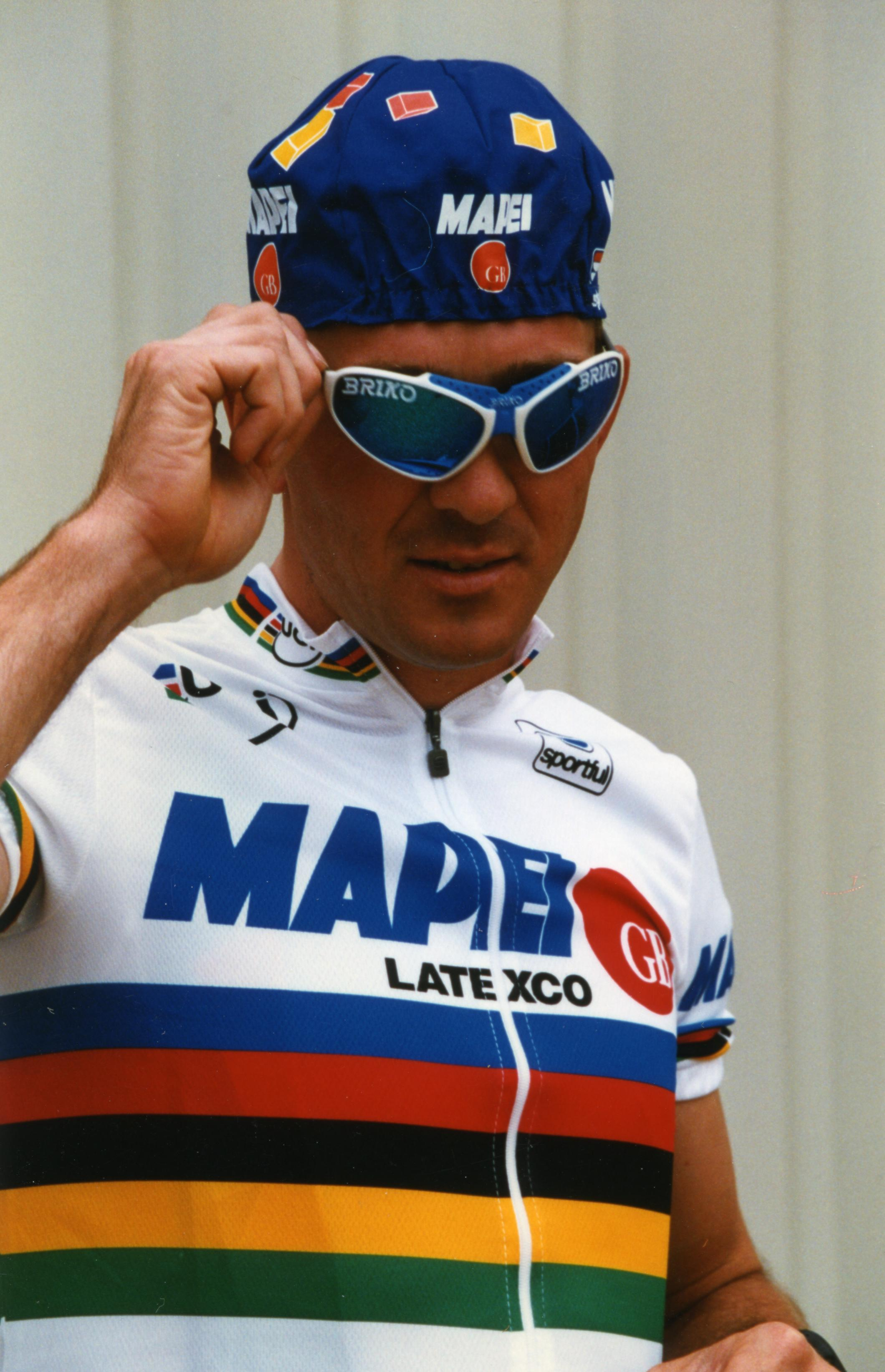
Johan Museeuw lors du Critérium de Lèves 1997.

La saison 1997 est contrastée pour Johan Museeuw. Il remporte plus de courses que les années précédentes, mais aucune victoire prestigieuse, au contraire de l'année 1996. La superstition de la malédiction du maillot arc-en-ciel pourrait même s'appliquer au Belge, lors des classiques de printemps. À Milan San Remo, Laurent Jalabert l'entraîne dans sa chute lors du sprint final, à quelques mètres de l'arrivée. Au Tour des Flandres, Bruno Boscardin le fait également chuter, leurs deux vélos enchevêtrés font perdre plus d'une minute au Belge à un moment décisif de la course. À Paris-Roubaix, blessé à la main après un accrochage avec un photographe, il pense néanmoins avoir fait le plus dur en s'échappant dans le secteur du Carrefour de l'Arbre avec Andrei Tchmil et Frédéric Moncassin. Une crevaison dans les derniers mètres du secteur de Gruson le fait pourtant rétrograder. Au prix d'un long effort, il ramène un groupe de poursuivants sur les deux hommes de tête à l'entrée du vélodrome de Roubaix. Mais Frédéric Guesdon piège tous les favoris en attaquant dans la ligne droite opposée pour s'imposer au nez et à la barbe des favoris. Johan Museeuw se contente de la troisième place. À Liège Bastogne Liège, gêné par Mauro Gianetti dans la terrible côte de la Redoute il loupe l'échappée de Jalabert, Zulle et Bartoli. Il termine néanmoins la course à la 6e place, son meilleur classement dans cette classique exigeante et non taillée pour lui, ce qui prouve qu'en dépit de ces mauvais résultats Johan Museeuw est malgré tout en excellente forme au printemps 1997. Les classiques d'août de la Coupe du Monde ne lui portent pas plus chance. Gêné par une infection urinaire il ne participe même pas au GP de Suisse qui d'habitude lui réussit bien. Aux championnats du monde de San Sebastian, il tente une échappée lors du dernier tour mais ses adversaires italiens ne lui laissent aucune marge de manœuvre. Il termine 8e de la course en réglant au sprint le groupe des favoris.
Durant la saison 1997 il remporte 3 étapes de la Ruta del Sol, la semi-classique Kuurne-Bruxelles-Kuurne ainsi que deux courses par étapes: Les 3 jours de la Panne et Les 4 jours de Dunkerque (en remportant le CLM individuel). Il termine la saison au 9e rang du classement UCI. Mais l'absence de victoire de prestige fera de 1997 une année contrastée pour Johan Museeuw, sans aucune victoire en Coupe du Monde, une première pour lui depuis 1992.

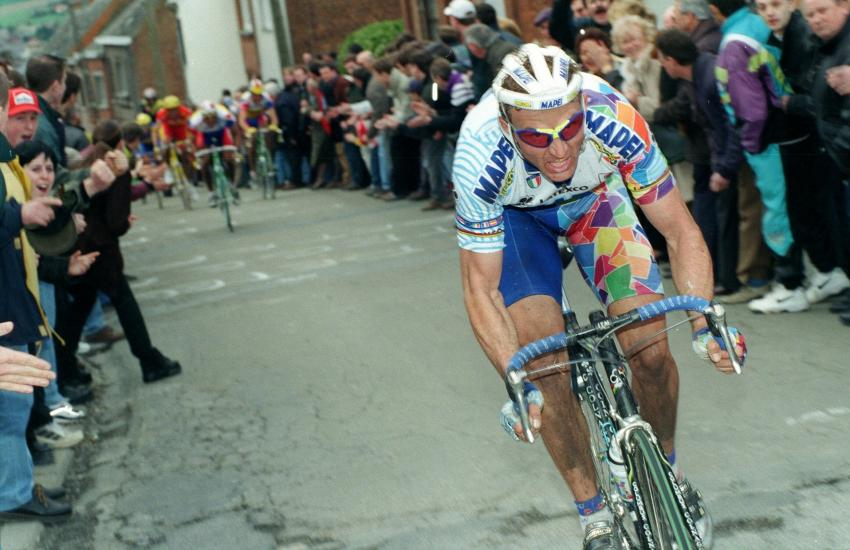
Tour des Flandres 1998 : attaque surpuissante de Johan Museeuw dans le Tenbosse qui lâche tous ses adversaires

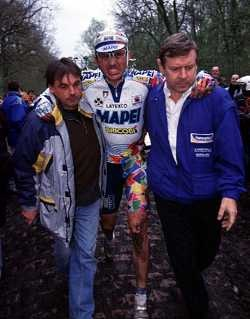
Paris-Roubaix 1998 : Johan Museeuw se fracture la rotule dans la tranchée de Wallers-Arenberg

La saison 1998 ne dure pas longtemps pour Johan Museeuw, mais il y survole la concurrence dans les classiques. Libéré du maillot arc-en-ciel, il aide son équipier Franck Vanderbroucke à gagner Paris-Nice. Puis en une semaine, il réalise un triplé inédit en remportant coup sur coup le GP E3, la Flèche Brabançonne et surtout le Tour des Flandres, où jamais il n'est apparu autant au-dessus de la concurrence. Une attaque surpuissante dans le Tenbosse et une chevauchée solitaire de 25 km lui offrent un troisième succès dans la Ronde. Une semaine plus tard, grand favori de Paris-Roubaix, la course tourne pourtant au drame pour Johan Museeuw, glissant sur les pavés boueux de la fameuse tranchée de Wallers-Arenberg. Il se fracture la rotule. Victime d'une infection, l'amputation est même envisagée un moment et de nombreux observateurs envisagent une fin de carrière prématurée pour le Belge, alors âgé de plus de 32 ans.

### Première résurrection (1999-2000)
Après plusieurs mois de convalescence, Johan Museeuw démarre une deuxième carrière, encore couronnée de succès dans les classiques flandriennes. Le Belge change quelque peu sa façon de courir : moins rapide au sprint à cause de son accident et du vieillissement de son corps, il compense par son expérience, un sens inné de la course, une endurance accrue et une motivation toujours intacte.
Au début de la saison 1999, son objectif est de revenir à son meilleur niveau et de briller à nouveau dans les classiques qui ont enrichi son palmarès. Au printemps, il obtient de bons résultats eu égard à son accident de 1998. Il ne remporte qu'une semi-classique, À travers la Belgique, mais fait partie des meilleurs au Het Volk (6e), Kuurne-Bruxelles-Juurne (2e), la Flèche Brabançonne (4e) et surtout au Tour des Flandres (3e) et Paris-Roubaix (9e). Au Tour des Flandres il fait partie de l'échappée victorieuse avec Franck Vanderbroucke et Peter Van Petegem mais est dominé dans le sprint final, sprint qu'il aurait sûrement remporté avant son accident. À Paris-Roubaix il manque le bon wagon dans la tranchée de Wallers-Arenberg qu'il traverse prudemment à cause des souvenirs de l'an passé, puis contre avec Andrei Tchmil en fin d'épreuve pour accéder à une place d'honneur. Au mois d'août, il termine la Hew Classic à la 4e place. Au classement final de la Coupe du Monde il termine au 6e rang. Il clôt sa saison à la 31e place du classement UCI.

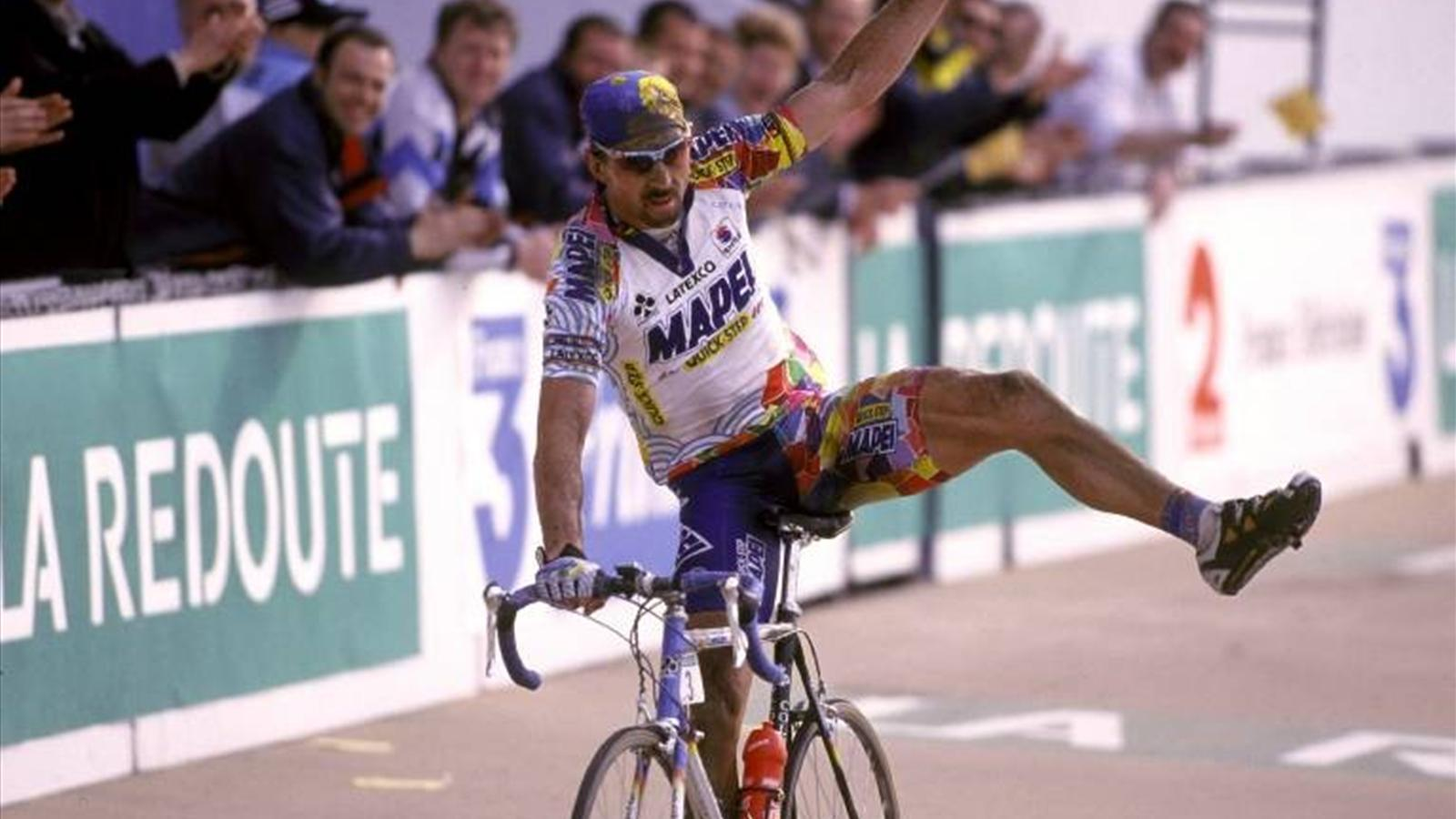
Johan Museeuw triomphe pour le Paris-Roubaix de l'An 2000 et gagne son surnom de Lion des Flandres

Ce n'est qu'en 2000 que Johan Museeuw renoue avec le succès en Coupe du Monde et dans les classiques, se rapprochant de son niveau d'avant l'accident. Au printemps il triomphe au Het Volk, course qu'il remporte en solitaire pour la première fois. Puis il remporte la Flèche Brabançonne mais échoue au Tour des Flandres : ne réussissant pas à s'échapper, il termine dans le peloton à la 31e place. Trois jours plus tard, il finit 3e de Gand-Wevelgem. Le dimanche suivant, il remporte Paris-Roubaix pour la deuxième fois de sa carrière. Il s'échappe à 45 km de l'arrivée et profite de la désunion de ses adversaires pour creuser un écart irrémédiable. À l'arrivée il conserve 15 secondes d'avance sur Peter Van Petegem et Erik Zabel. Au vélodrome, il montre son genou au public et exorcise l'accident de 1998. Il acquiert alors son surnom de "Lion des Flandres" grâce au bandana qu'il portait sur la tête. 4 ans après son premier succès polémique (le non sprint avec Bortolami et Tafi), Johan Museeuw accède enfin à une vraie reconnaissance du public. La saison 2000 se termine pourtant mal pour le Belge. En pleine préparation pour les JO de Sydney, il est victime d'un accident de la route et se fracture le péroné. Deux ans et demi après son accident d'Arenberg, ce deuxième coup dur semble sonner la fin de carrière pour Johan Museeuw, alors âgé de presque 35 ans. Pourtant, pour la deuxième fois, le Lion des Flandres saura se relever.

### Nouvelle équipe et derniers grands succès (2001-2002)
Durant l'hiver 2000-2001, Johan Museeuw soigne ses blessures et pour la deuxième fois de sa carrière va tenter le pari fou de revenir à son meilleur niveau, mais cette fois comme équipier de luxe dans la nouvelle formation belge Domo-Farm Frites, toujours dirigée par Patrick Lefévère. Comme d'ordinaire, c'est sur le printemps que Johan Museeuw dirige toutes ses ambitions. Au service de son équipier champion du monde  Romāns Vainšteins, il termine 16e du Tour des Flandres. Puis, lors de Paris-Roubaix, couru dans des conditions météorologiques exécrables, il passe tout près de la victoire mais une crevaison dans le Carrefour de l'Arbre ruine ses ambitions au plus mauvais moment. Son équipier Servais Knaven en profite pour aller chercher la victoire. Johan Museeuw signe la 2e place. Six mois après son accident de moto, ce résultat marque tout de même une deuxième renaissance pour tous ceux qui l'ont cru perdu pour le cyclisme. Deux semaines plus tard, il accroche une nouvelle place d'honneur à l'Amstel Gold Race (5e). Le reste de la saison est plus compliqué, il termine tout de même 9e de la Coupe du Monde.

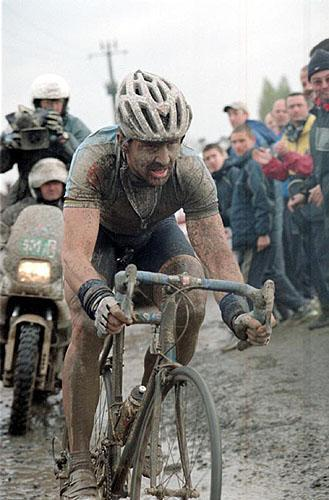
Dixième succès en Coupe du Monde : Paris-Roubaix 2002, Johan Museeuw relègue ses adversaires à plus de 3 minutes

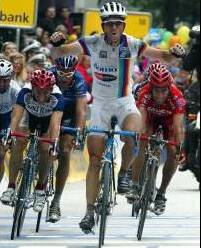
11e victoire en Coupe du Monde, un record pour Johan Museeuw lors de la Hew Cyclassics 2002

En 2002, il aborde de nouveau la campagne des classiques en outsider face à la nouvelle génération. Alors âgé de 36 ans et 6 mois, le vétéran Johan Museeuw va néanmoins encore briller. Il termine d'abord 3e du GP E3 puis lors du Tour des Flandres, se montre particulièrement à son avantage durant toute la course. Son grand rival Peter Van Petegem semble en excellente forme lui aussi et c'est logiquement que par l'enchaînement des monts ils se retrouvent dans l'échappée finale en compagnie de Andrea Tafi, George Hincapie et Daniele Nardello. Museeuw semble le plus fort mais le jeu d'équipe de la Mapei et la rivalité avec Van Petegem va le condamner à la deuxième place, Andre Tafi réussissant à s'échapper à 3 km du but. Johan Museeuw, très déçu, sachant qu'il s'agissait sans doute de sa dernière chance de remporter le Ronde, mise désormais tous ses espoirs sur Paris-Roubaix. La grande classique du Nord, courue dans des conditions météorologiques dantesques, sera écrasée par le Lion des Flandres. Il s'extirpe d'un groupe d'échappés dans le secteur pavé de Mérignies, pourtant éloigné de l'arrivée, pour aller chercher en solitaire, comme en 2000, sans doute la plus belle classique de sa carrière. Derrière lui c'est la débandade, Weisemann et Tom Boonen sont relégués à plus de 3 minutes. Sur la ligne d'arrivée du vélodrome, Johan Museeuw  montre ses dix doigts, symbole de dix victoires en Coupe du Monde. Il en profite également pour prendre le maillot de leader de la Coupe du Monde. Beaucoup moins à l'aise dans les courses plus montagneuses, il sait qu'il sera difficile de le conserver. Il abandonne d'ailleurs à Liège-Bastogne-Liège et termine loin des meilleurs à l'Amstel Gold Race. Pourtant, au mois d'août, après avoir volontairement évité le Tour de France, il remporte sa onzième victoire de la Coupe du Monde lors de la HEW Cyclassics à Hambourg, en s'imposant dans un sprint rageur devant d'excellents finisseurs comme Davide Rebellin, Paolo Bettini, Danilo Di Luca et Igor Astarloa. Il conforte ainsi sa première place à la Coupe du Monde mais lors des deux épreuves suivantes, la Classique de San Sebastian et le Championnat de Zurich, Paolo Bettini joue placé à chaque fois tandis que Museeuw ne marque aucun point. Il se fait donc doubler in extremis. Lors des classiques d'automne, Paris-Tours et le Tour de Lombardie, il reste derrière Bettini et termine 2e au classement final, à seulement 9 points de l'Italien. Il termine également la saison au 16e rang du classement UCI.
L'originalité des trois succès de Johan Museeuw sur Paris-Roubaix vient du côté symbolique des années : en 1996 il remporte le Paris-Roubaix du centenaire, puis en l'An 2000 c'est son deuxième succès, avant de remporter en 2002 la 100e édition.

### Fin de carrière (2003-2004)
En 2003, Johan Museeuw remporte le Het Volk au printemps, se posant ainsi encore parmi les grands favoris du Tour des Flandres et Paris-Roubaix. Mais un virus contracté peu avant lui ôte toute compétivité, il termine au-delà de la 30e place dans chacune de ses courses. Il hésite alors à arrêter sa carrière, mais une victoire lors d'une étape du Tour de Danemark en fin de saison le convainc de tenter une dernière fois d'ajouter une de ces grandes classiques à son palmarès.
En 2004, il prévoit donc d'arrêter sa carrière après le GP de l'Escaut, classique qui suit Paris-Roubaix. Au Tour des Flandres il apparaît en bonne forme mais ne se trouve pas dans la bonne échappée. Il termine 15e. Ne lui reste donc plus que Paris-Roubaix. Faisant équipe avec Tom Boonen, la Quick Step Davitamon domine en effet les débats. Son jeune équipier ayant des problèmes mécaniques, Johan Museeuw s'échappe dans le Carrefour de l'Arbre avec 4 autres adversaires. Le Belge attend le sprint final en guise de dernière estocade, mais une crevaison dans le dernier secteur pavé (Hem, là où il avait également crevé en 1996) ruine ses ambitions. Le quatuor s'échappe et le Lion des Flandres se retrouve 5e à l'arrivée.
Il prend sa retraite le 2 mai 2004 à l'occasion d'un critérium organisé en son honneur.
Outre un titre de champion du monde (1996) et ses victoires sur les classiques du nord, Johan Museeuw compte à son palmarès deux Championnats de Zurich, l'Amstel Gold Race et la HEW Cyclassics, ainsi que les semi-classiques flamandes que sont Kuurne-Bruxelles-Kuurne, le Het Volk, le Grand Prix E3 et la Flèche brabançonne.
Museeuw compte onze épreuves de coupe du monde à son palmarès. Il s'agit d'un record. Ses places sur le podium du Tour des Flandres (trois fois 1er, trois fois 2e et 2 fois 3e) en constituent un également.

## Museeuw et le dopage
En 2003, une affaire de dopage est apparue dans laquelle Museeuw est impliqué. Des rapports de presse ont insinué l'utilisation d'hormone de croissance humaine qu'il a obtenue du vétérinaire José Landuyt. Les autorités policières ont affirmé que Museeuw avait acheté des substances interdites en 2003. Ils ont enregistré des conversations téléphoniques entre Museeuw et Landuyt qui parlaient de « guêpes », un nom de code désignant la darbepoetin (Aranesp), une hormone synthétique connue pour augmenter les niveaux de globules rouges. Malgré l'absence de preuve directe, il a été jugé en 2004 qu'il y avait des arguments suffisants pour une suspension pendant deux ans et le renvoi devant la cour criminelle.
Le 24 janvier 2007, Museeuw a reconnu les accusations lors d'une conférence de presse, révélant qu'il n'avait « pas été complètement honnête dans sa dernière année en tant que professionnel, car il voulait mettre fin à sa carrière avec style » et a annoncé sa démission de l'équipe Quick Step.
En décembre 2008, Museeuw est condamné pour un délit de dopage par un tribunal belge, ainsi que les anciens cyclistes Jo Planckaert et Chris Peers, impliqués dans la même affaire. Museeuw est condamné à 10 mois de prison avec sursis et à une amende de 2 500 € .
En septembre 2012, Museeuw accorde une interview au journal flamand Gazet van Antwerpen, affirmant que presque « tous les coureurs de sa génération se dopaient », avouant ainsi implicitement la véritable ampleur de son utilisation de dopage. Il a également déclaré être convaincu que la génération actuelle de cyclistes est « la plus propre à ce jour »,,.

## Palmarès, résultats, distinctions et récompenses

### Palmarès par année
| - 1985 - Deux Jours du Gaverstreek - 1986 - Champion de Belgique de cyclo-cross militaires - Circuit du Westhoek - 2e et 3eb étapes du Tour de Flandre-Occidentale - 6ea étape du Tour de Belgique amateurs - Prologue du Tour de la Vallée d'Aoste (contre-la-montre par équipes) | - 1987 - 3e étape du Circuit des Ardennes flamandes - Ichtegem - Zesbergenprijs Harelbeke - 3e de l'Internatie Reningelst |

### Palmarès professionnel
| - 1988 - 2e du Circuit de la vallée de la Lys - 2e du Grand Prix d'Isbergues - 2e du Grand Prix Raymond Impanis - 1989 - Deutsche Weinstrasse - 5e étape du Tour de Belgique - 2e du Grand Prix d'Albacete - 3e d'À travers la Belgique - 3e du Tour de Belgique - 3e du Grand Prix Eddy Merckx - 3e de Paris-Tours - 1990 - 2ea étape des Trois Jours de La Panne - 1re étape des Quatre Jours de Dunkerque - 1re étape du Tour de l'Oise - À travers le Morbihan - 3e étape du Tour d'Irlande - 4e et 21e étapes du Tour de France - 2e du Tour des Amériques - 2e des Trois Jours de La Panne - 2e de Gand-Wevelgem - 2e du Grand Prix d'Isbergues - 2e du Tour d'Irlande - 3e du Grand Prix de l'Escaut - 3e de l'Omloop van de Westkust - 9e de Milan-San Remo - 1991 - 2e et 5e étapes du Tour d'Andalousie - 5e étape des Quatre Jours de Dunkerque - 3eb étape du Grand Prix du Midi libre - 2e étape du Tour de Grande-Bretagne - Championnat de Zurich - Championnat des Flandres - 3e étape du Tour d'Irlande - 2e du Tour des Flandres - 2e du Grand Prix de Francfort - 3e des Quatre Jours de Dunkerque - 3e du Circuit de la région linière - 3e de Paris-Bruxelles - 3e du Tour d'Irlande - 9e de Paris-Tours - 10e de l'Amstel Gold Race - 1992 - Champion de Belgique sur route - 5e étape du Tour d'Andalousie - 1re et 2e étapes du Tour de la Communauté valencienne - Grand Prix E3 - 1re étape de la Bicyclette basque - 1reb étape du Tour des vallées minières - 2e du Grand Prix de l'Escaut - 2e de l'Amstel Gold Race - 2e du Grand Prix Jef Scherens - 3e de Kuurne-Bruxelles-Kuurne - 3e de Milan-San Remo - 7e de Paris-Roubaix - 1993 - Grand Prix Wielerrevue - 4e étape de Paris-Nice - À travers la Belgique - Tour des Flandres - 2ea (contre-la-montre par équipes) et 4ea étapes de la Hofbrau Cup - 1re étape du Tour de Suisse - 4e étape du Tour de France (contre-la-montre par équipes) - Paris-Tours - 2e du Samyn - 2e de la Coupe du monde - 3e du Tour de Luxembourg - 3e de la Course des raisins - 3e du Championnat des Flandres - 3e de Paris-Bruxelles - 4e de Paris-Roubaix - 4e du championnat du monde sur route - 8e de la Wincanton Classic - 1994 - 1re étape du Tour méditerranéen (contre-la-montre par équipes) - Kuurne-Bruxelles-Kuurne - Amstel Gold Race - 8e étape du Tour de Suisse - Course des raisins - 3e étape du Tour de France (contre-la-montre par équipes) - 2e du Tour des Flandres - 2e du Grand Prix Raymond Impanis - 2e du Championnat de Zurich - 2e de la Coupe du monde - 3e de la Classic Haribo - 3e de Gand-Wevelgem - 2e de Binche-Tournai-Binche | - 1995 - Coupe du monde - Trofeo Laigueglia - Circuit des Ardennes flamandes - Ichtegem - Tour des Flandres - Quatre Jours de Dunkerque : - Classement général - 6e étape - Championnat de Zurich - Course des raisins - Grand Prix Eddy Merckx - Championnat des Flandres - 3e de Paris-Roubaix - 3e de la Classic Haribo - 3e du championnat de Belgique sur route - 3e de la Classique de Saint-Sébastien - 5e de la Leeds International Classic - 7e de l'Amstel Gold Race - 1996 - Coupe du monde - Champion du monde sur route - Flèche brabançonne - Paris-Roubaix - Champion de Belgique sur route - Circuit Mandel-Lys-Escaut - 1re étape du Tour des Pouilles - 2e du Circuit des Ardennes flamandes - Ichtegem - 2e de Paris-Bruxelles - 3e du Tour des Flandres - 3e de l'Amstel Gold Race - 3e de la Leeds International Classic - 3e du Grand Prix Eddy Merckx - 8e de Milan-San Remo - 10e de la course en ligne aux Jeux olympiques - 1997 - 2e, 4e et 5e étapes du Tour d'Andalousie - Kuurne-Bruxelles-Kuurne - Trois Jours de La Panne - Quatre Jours de Dunkerque : - Classement général - 3e étape - Grand Prix Breitling (avec Oscar Camenzind) - 2e du Tour d'Andalousie - 3e de Paris-Roubaix - 8e de Paris-Nice - 8e du championnat du monde sur route - 1998 - Grand Prix E3 - Flèche brabançonne - Tour des Flandres - 1999 - À travers la Belgique - Circuit Mandel-Lys-Escaut - 2e de Kuurne-Bruxelles-Kuurne - 3e du Tour des Flandres - 4e de la HEW Cyclassics - 6e de la Coupe du monde - 9e de Paris-Roubaix - 2000 - Circuit Het Volk - Flèche brabançonne - Paris-Roubaix - 3e de Gand-Wevelgem - 2001 - 2e de Paris-Roubaix - 5e de l'Amstel Gold Race - 9e de la Coupe du monde - 2002 - 2e étape des Deux Jours des Éperons d'or - Paris-Roubaix - 3e étape du Tour de la Région wallonne - HEW Cyclassics - 2e du Tour des Flandres - 2e du Circuit Mandel-Lys-Escaut - 2e de la Coupe du monde - 3e du Grand Prix E3 - 2003 - Circuit Het Volk - 3e étape du Tour du Danemark - Circuit Mandel-Lys-Escaut - 3e du Mémorial Rik Van Steenbergen - 2004 - 5e de Paris-Roubaix |

## Résultats sur les grands tours

### Tour de France
11 participations :
- 1988 : abandon (18e étape)
- 1989 : 106e
- 1990 : 81e, vainqueur des 4e et 21e étapes
- 1991 : non-partant (15e étape)
- 1992 : 73e
- 1993 : 50e, vainqueur de la 4e étape (contre-la-montre par équipes),  maillot jaune pendant 2 jours
- 1994 : 80e, vainqueur de la 3e étape (contre-la-montre par équipes),  maillot jaune pendant 3 jours
- 1995 : 73e
- 1996 : 95e
- 1997 : abandon (18e étape)
- 2001 : abandon (13e étape)

## Résultats sur les monuments
| Monuments                                   |      |      |      |      |      |      |      |      |      |      |      |      |      |      |      |      |
| Monument                                    | 1989 | 1990 | 1991 | 1992 | 1993 | 1994 | 1995 | 1996 | 1997 | 1998 | 1999 | 2000 | 2001 | 2002 | 2003 | 2004 |
| Milan-San Remo                              | —    | 9    | —    | 3    | 32   | 12   | 12   | 8    | 40   | 36   | —    | 15   | 80   | —    | —    | —    |
| Tour des Flandres                           | 62   | —    | 2    | 14   | 1    | 2    | 1    | 3    | 13   | 1    | 3    | 33   | 16   | 2    | 38   | 15   |
| Paris-Roubaix                               | —    | 12   | 16   | 7    | 4    | 13   | 3    | 1    | 3    | DNF  | 9    | 1    | 2    | 1    | 33   | 5    |
| Liège-Bastogne-Liège                        | —    | —    | —    | 36   | 12   | 58   | 13   | —    | 6    | —    | —    | 90   | DNF  | DNF  | —    | —    |
| Tour de Lombardie                           | —    | —    | —    | —    | —    | —    | —    | 13   | —    | —    | —    | —    | —    | —    | —    | —    |
| Championnats du monde sur route             |      |      |      |      |      |      |      |      |      |      |      |      |      |      |      |      |
| Championnats                                | 1989 | 1990 | 1991 | 1992 | 1993 | 1994 | 1995 | 1996 | 1997 | 1998 | 1999 | 2000 | 2001 | 2002 | 2003 | 2004 |
| Championnats du monde de cyclisme sur route | —    | —    | 62   | —    | 4    | —    | —    | 1    | 8    | —    | 12   | —    | 35   | 107  | —    | —    |

DNF = N'a pas terminé la course
— = N'a pas participé

## Récompenses
- Trophée du Mérite sportif belge : 1996
- Lauréat du Vélo d'or : 1996
- Lauréat du Mendrisio d'or : 1996
- Lauréat du Sprint d'or : 1995, 1996, 2002 (3e: 2003)
- Lauréat du Vélo de cristal : 1993, 1995, 1996, 1997, 2002